# Gun Barrel
Gun Barrel és un grup alemany de heavy metal creat el 1998 (Colònia, North Rhine-Westfàlia). Gun Barrel va ser creat per Guido Feldhausen i Rolf Tanzius i van llançar el seu primer EP "Back To Suicide" (2000) amb la formació de Guido Feldhausen (cantant), Rolf Tanzius (guitarra), Holger Schulz (baix) i Florens Neuheuser (bateria). Toquen heavy metal de la vella escola/tradicional i se'ls coneix pel seu estil de "Power dive rock 'n' metal". En total tenen quatre àlbums d'estudi, Power-Dive (2001), Battle-Tested (2003), Bombard Your Soul (2005) i Outlaw Invasion (2008). Rolf Tanzius és actualment l'únic membre original del grup.

## Historial de membres

### Membres actuals
- Silver - Cantant (en cap àlbum)
- Rolf Tanzius - Guitarra (des de Back To Suicide)
- Tom "Tomcat" Kintgen - Baix (des de Bombard Your Soul)
- Toni Pinciroli - Bateria (des de Battle-Tested)

### Membres anteriors
- Xaver Drexler - Cantant (en Bombard Your Soul, Outlaw Invasion) Va morir el 03.28.2010 RIP Xaver
- Guido Feldhausen - Cantant (en Back To Suicide, Power-Dive, Battle-Tested)
- Holger Schulz - Baix (on Back To Suicide, Power-Dive, Battle-Tested)
- Willi Tüpprath - Baix(en cap àlbum)
- Florens Neuheuser - Bateria (a Back To Suicide)

## Discografia

### Àlbums d'estudi/directe
- Power-Dive (2001)
- Battle-Tested (2003)
- Bombard Your Soul (2005)
- Outlaw Invasion (2008)
- Live At The Kubana -Directe (2010)
- Brace For Impact (2012)[1]

### Demos, singles i EPs
- Bomb Attack, demo (1999)
- Back To Suicide, EP (2000)
- Back To Suicide, single (2004)